# گولی (داغستان)
گولی (به لاتین: Gulli) یک منطقهٔ مسکونی در روسیه است که در شهرستان کایتاگسکی واقع شده‌است.